# Never Sol

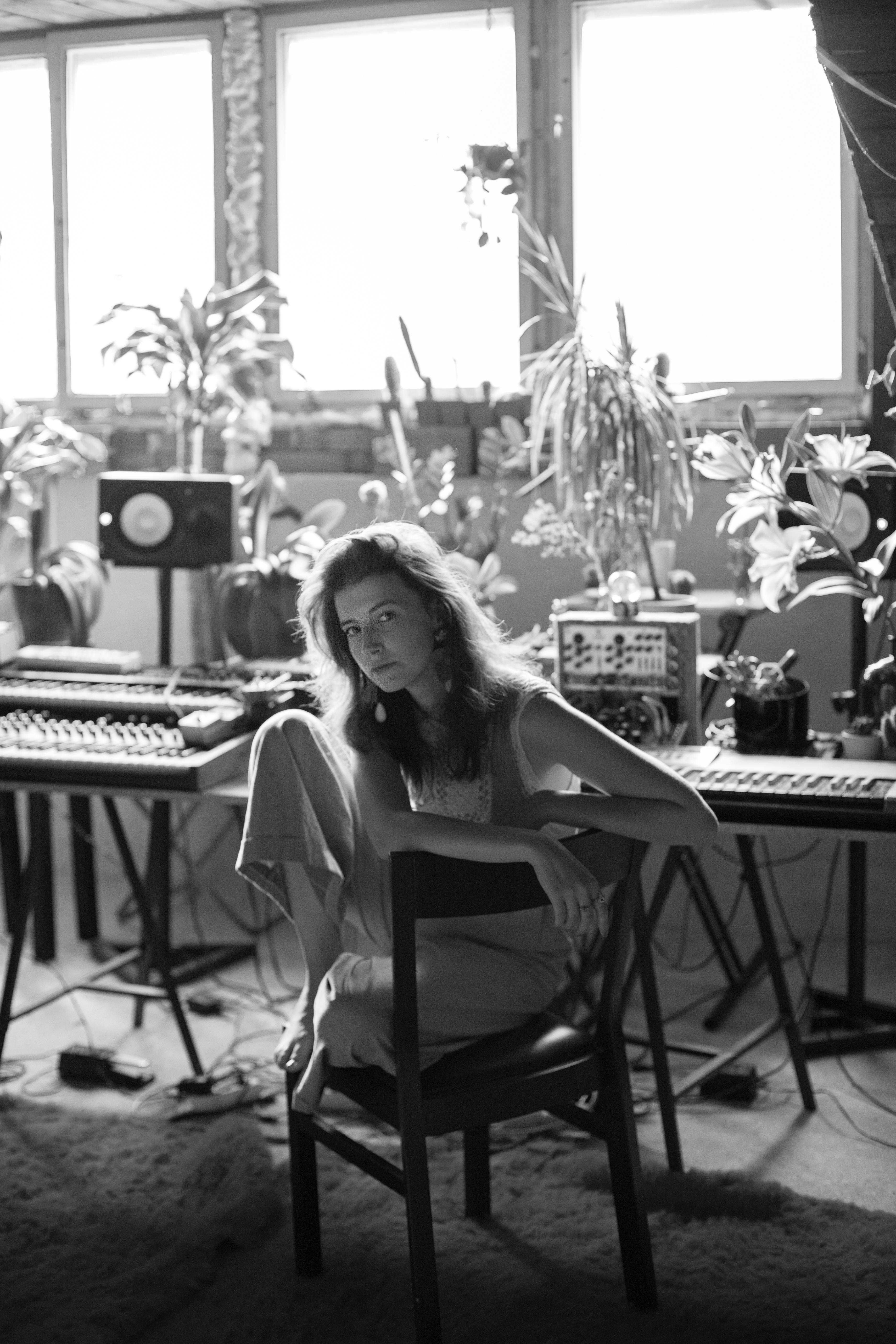

Never Sol, vlastním jménem Sára Vondrášková je česká zpěvačka, producentka, skladatelka a rozhlasová moderátorka. Její hudba se nese v melancholických náladách a zvuk její tvorby je založen na analogových syntezátorech a zpěvu.

## Historie
Roku 2012 se podílela na ústředním písni z filmu Ve stínu. V roce 2013 vydalo vydavatelství Supraphon její první album nazvané Under Quiet, jehož producentem byl Jan P. Muchow; tento debut přinesl atmosférické elektronické skladby. V květnu následujícího roku album vyšlo v reedici v celosvětové distribuci německého labelu Denovali Records. Never Sol se v minulých letech zúčastnila Red Bull Music Academy v Tokyu, vystupovala s elektroakustickým projektem Tomáše Dvořáka Floex a věnuje se tvorbě hudby pro taneční představení se Spitfire Company, tYhle, Markéta Vacovská, DOT504 či BurkiCom. Never Sol je také spoluzakladatelkou koncertní série Botanical Session.
Na podzim 2018 bylo vydáno druhé album Chamaleo. Nahrávka obsahuje jedenáct písní a Never Sol ji nahrála ve své strahovské audio-botanické svatyni. Album se opírá především o zvuk analogových syntezátorů promítajících se v melancholických harmoniích. Nahrávka přenese posluchače do surrealistických krajin vytvořených spletitým vrstvením zvukových ploch hlasů a syntezátorů. Mezinárodní premiéru mělo Chamaleo na renomovaném Newyorském hudebním blogu INDIE CURRENT.  Svůj osobitý zvuk, ke kterému se během posledních let propracovala, označuje jako melancholic slow synth darkpop. Křest alba proběhl 31. října 2018.
V minulých letech Never Sol koncertovala po České republice i v zahraničí: Eurosonic Noorderslag 2018, Pohoda Festival, Colours of Ostrava, Electronic Music Festival EMAF Tokyo, Knockdown Centre New York, Open The Portal LA, Stodola Warsaw, Německé turné s Johnem Lemkem (Dresden, Hannover, Berlin, Karlsruhe, Munich..), Essen Denovali Festival, Haldern Pop Festival a další.

## Český rozhlas
Sára Vondrášková moderuje na stanici Český rozhlas - Vltava pořad Sedmé nebe.

## Diskografie
- Under Quiet (2013)[8]
- Chamaleo (2018)